# Poggio-di-Venaco
Poggio-di-Venaco (kors. U Poghju di Vènacu) – miejscowość i gmina we Francji, w regionie Korsyka, w departamencie Górna Korsyka.
Według danych na rok 1990 gminę zamieszkiwało 95 osób, a gęstość zaludnienia wynosiła 7 osób/km².